# Maisons-Alfort
Maisons-Alfort település Franciaországban, Val-de-Marne megyében. Lakosainak száma 57 422 fő (2022. január 1.). Maisons-Alfort Alfortville, Charenton-le-Pont, Créteil, Joinville-le-Pont, Saint-Maur-des-Fossés és Saint-Maurice községekkel határos.

## Népesség
A település népességének változása:
| Lakosok száma | 7115 | 54 470 | 54 915 | 55 816 | 55 655 | 55 899 | 56 483 | 57 639 | 58 068 | 57 422 |
|               | 1876 | 2013   | 2015   | 2016   | 2017   | 2018   | 2019   | 2020   | 2021   | 2022   |